# Resolução 272 do Conselho de Segurança das Nações Unidas
A Resolução 272 do Conselho de Segurança das Nações Unidas aprovada em 23 de outubro de 1969, a respeito da Assembleia Geral, incluindo um item relacionado à emenda do Estatuto da Tribunal Internacional de Justiça na agenda de sua 24ª sessão, o Conselho tem autoridade para fazer recomendações à Assembleia com relação à participação de nações signatárias do Estatuto, mas não membros das Nações Unidas e decidiu fazê-lo.
O Conselho recomendou que essas nações pudessem participar em relação às emendas como se fossem membros e que as emendas entrariam em vigor quando tivessem sido adotadas pelo voto de dois terços de todos os Estados signatários do Estatuto e ratificadas por esses estados.
A resolução foi aprovada sem votação.